# Deutscher Filmpreis 2021

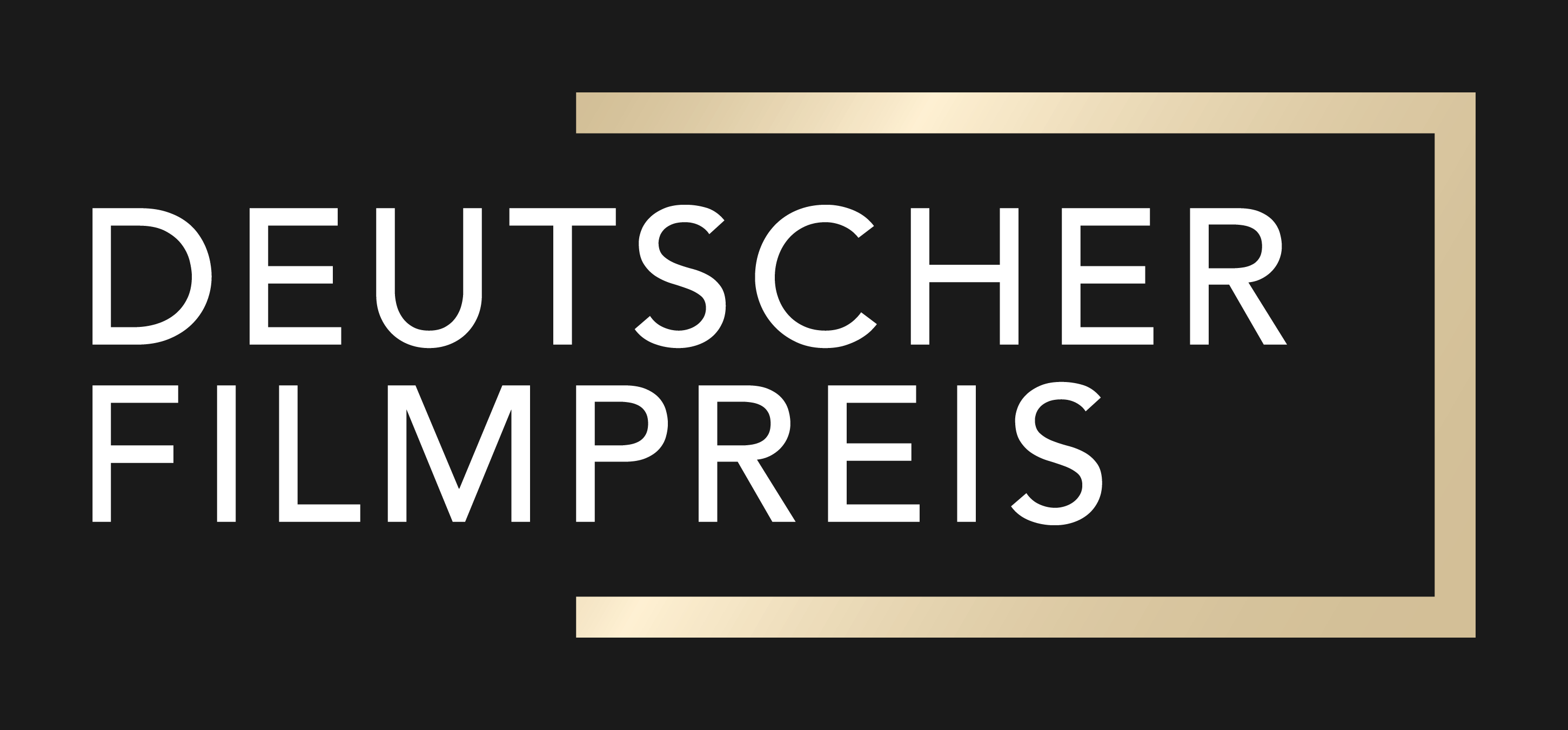
Logo des Deutschen Filmpreises seit 2019

Die 71. Verleihung des Deutschen Filmpreises (Lola) fand am 1. Oktober 2021 im Palais am Funkturm in Berlin statt. Die sonst im Frühjahr veranstaltete Gala-Verleihung wurde durch Kulturstaatsministerin Monika Grütters aufgrund der Auswirkungen der COVID-19-Pandemie auf die deutsche Filmbranche in den Herbst 2021 verschoben. Als künstlerischer Leiter der Veranstaltung agierte der Produzent Nico Hofmann. Als Moderator durch den Abend führte der Schauspieler Daniel Donskoy.
Als bester Film des Jahres wurde Maria Schraders Tragikomödie Ich bin dein Mensch ausgezeichnet, die auch die Preise für Regie, Hauptdarstellerin und Drehbuch gewann. Auf dieselbe Anzahl an Preisen kam Tim Fehlbaums Science-Fiction-Thriller Tides, der in den technischen Nebenkategorien siegreich war.
| Film                                | N  | A |
| ----------------------------------- | -- | - |
| Fabian oder Der Gang vor die Hunde  | 10 | 3 |
| Schachnovelle                       | 7  | 1 |
| Tides                               | 6  | 4 |
| Ich bin dein Mensch                 | 5  | 4 |
| Enfant Terrible                     | 4  | 1 |
| Je suis Karl                        | 4  | 0 |
| Jim Knopf und die Wilde 13          | 4  | 0 |
| Curveball – Wir machen die Wahrheit | 3  | 2 |
| Herr Bachmann und seine Klasse      | 2  | 1 |
| A Symphony of Noise                 | 2  | 1 |
| Space Dogs                          | 2  | 0 |
| Walchensee Forever                  | 2  | 0 |

Die Auszeichnung ist mit 2,955 Millionen Euro die höchstdotierte Kulturauszeichnung Deutschlands und wird nach einer dreistufigen Wahl durch die Mitglieder der Deutschen Filmakademie vom Beauftragten der Bundesregierung für Kultur und Medien in bis zu 18 Kategorien vergeben. Die Nominierungen waren am 19. August 2021 bekanntgegeben worden. Die meisten Nennungen hatte Dominik Grafs Historiendrama Fabian oder Der Gang vor die Hunde (10 Nominierungen) erhalten.

## Preisträger und Nominierungen

### Bester Spielfilm
| Auszeichnung        | Filmtitel                           | Produktion                                  | Regie          |
| ------------------- | ----------------------------------- | ------------------------------------------- | -------------- |
| Filmpreis in Gold   | Ich bin dein Mensch                 | Lisa Blumenberg                             | Maria Schrader |
| Filmpreis in Silber | Fabian oder Der Gang vor die Hunde  | Felix von Boehm                             | Dominik Graf   |
| Filmpreis in Bronze | Curveball – Wir machen die Wahrheit | Amir Hamz, Christian Springer, Fahri Yardım | Johannes Naber |

außerdem nominiert:
- Je suis Karl – Produktion: Christoph Friedel, Claudia Steffen
- Schachnovelle – Produktion: Philipp Worm, Tobias Walker
- Und morgen die ganze Welt – Produktion: Fabian Gasmia, Julia von Heinz

### Bester Dokumentarfilm
Herr Bachmann und seine Klasse – Produktion: Maria Speth
- Space Dogs – Produktion: Elsa Kremser, Levin Peter, Annekatrin Hendel
- Walchensee Forever – Produktion: Martin Heisler

### Bester Kinderfilm
Die Adern der Welt – Produktion: Eva Kemme, Ansgar Frerich, Tobias N. Siebert
- Jim Knopf und die Wilde 13 – Produktion: Christian Becker

### Beste Regie
Maria Schrader – Ich bin dein Mensch
- Dominik Graf – Fabian oder Der Gang vor die Hunde
- Maria Speth – Herr Bachmann und seine Klasse

### Bestes Drehbuch
Jan Schomburg, Maria Schrader – Ich bin dein Mensch
- Oliver Keidel, Johannes Naber – Curveball – Wir machen die Wahrheit
- Constantin Lieb, Dominik Graf – Fabian oder Der Gang vor die Hunde

### Beste weibliche Hauptrolle
Maren Eggert – Ich bin dein Mensch
- Saskia Rosendahl – Fabian oder Der Gang vor die Hunde 
- Luna Wedler – Je suis Karl

### Beste männliche Hauptrolle
Oliver Masucci – Enfant Terrible
- Jannis Niewöhner – Je suis Karl
- Dan Stevens – Ich bin dein Mensch

### Beste weibliche Nebenrolle
Lorna Ishema – Ivie wie Ivie
- Meret Becker – Fabian oder Der Gang vor die Hunde
- Birgit Minichmayr – Schachnovelle

### Beste männliche Nebenrolle
Thorsten Merten – Curveball – Wir machen die Wahrheit
- Milan Peschel – Je suis Karl
- Hary Prinz – Enfant Terrible

### Beste Kamera/Bildgestaltung
Hanno Lentz – Fabian oder Der Gang vor die Hunde
- Frank Griebe – Home
- Michael Kotschi – One of these Days

### Bester Schnitt
Claudia Wolscht – Fabian oder Der Gang vor die Hunde
- Andrew Bird – A Symphony of Noise
- Anja Pohl – Walchensee Forever

### Beste Tongestaltung
Pascal Capitolin, Richard Borowski – A Symphony of Noise
- Lars Ginzel, Frank Kruse, Markus Stemler – Tides
- Jonathan Schorr, Simon Peter, Tobias Adam – Space Dogs
- Gunnar Voigt, Jan Petzold, Martin Steyer – Schachnovelle
- Roland Winke, Lars Ginzel, Noemi Hampel, Dominik Schleier – Nebenan
- Andreas Wölki, Hubertus Rath, Kai Tebbel – Enfant Terrible

### Beste Filmmusik
Lorenz Dangel – Tides
- Martin Todsharow – Enfant Terrible
- Ralf Wengenmayr, Marvin Miller – Jim Knopf und die Wilde 13

### Bestes Szenenbild
Julian R. Wagner – Tides
- Matthias Müsse – Schachnovelle
- Claus Jürgen Pfeiffer – Fabian oder Der Gang vor die Hunde

### Bestes Kostümbild
Tanja Hausner – Schachnovelle
- Barbara Grupp – Fabian oder Der Gang vor die Hunde
- Anke Winckler – Jim Knopf und die Wilde 13
- Leonie Zykan – Tides

### Bestes Maskenbild
Sabine Schumann – Tides
- Nannie Gebhardt-Seele, Anna Freund – Fabian oder Der Gang vor die Hunde
- Daniela Skala – Schachnovelle

### Beste visuelle Effekte und Animation
Denis Behnke – Tides
- Frank Schlegel – Jim Knopf und die Wilde 13
- Michael Wortmann – Schachnovelle

### Besucherstärkster Film
Nightlife – Regie: Simon Verhoeven, Produktion: Max Wiedemann, Quirin Berg

### Ehrenpreis
Senta Berger

## Laudatoren
Die Laudatoren der Preisverleihung in chronologischer Reihenfolge:
- Beste weibliche Nebenrolle – Oliver Masucci
- Maskenbild, Kostümbild, Szenenbild, Visuelle Effekte – Andrea Sawatzki, Maria Happel
- Beste männliche Nebenrolle – Maren Eggert
- Besucherstärkster Film – Ansgar Esch (Kinobetreiber), Frederick Lau
- Beste Kamera – Dennenesch Zoudé
- Bester Kinderfilm – Thelma Buabeng
- Beste Tongestaltung – Daniel Donskoy
- Beste Filmmusik – Daniel Donskoy, Karim Sebastian Elias
- Bester Schnitt – Claus Kleber
- Bester Dokumentarfilm – Can Dündar
- In Memoriam – Katrin Sass (musikalische Begleitung)
- Bestes Drehbuch – Doris Dörrie
- Ehrenpreis: Klaus Maria Brandauer
- Beste männliche Hauptrolle – Nilam Farooq
- Beste weibliche Hauptrolle – Florian David Fitz
- Beste Regie – Leander Haußmann
- Bester Spielfilm – Monika Grütters, Ulrich Matthes